# Sphaeroma quadridentatum
Sphaeroma quadridentatum är en kräftdjursart som beskrevs av Thomas Say 1818. Sphaeroma quadridentatum ingår i släktet Sphaeroma och familjen klotkräftor. Inga underarter finns listade i Catalogue of Life.